# Apple TV
Apple TV és un receptor digital multimèdia dissenyat, fabricat i distribuït per Apple. El reproductor està dissenyat per reproduir contingut multimèdia digital des de l'iTunes Store, YouTube, Netflix, etc; o d'un ordinador amb macOS o Windows amb iTunes en una televisió d'alta definició.

## Història
El producte va ser anunciat per primera vegada en una presentació per la premsa a San Francisco, Califòrnia el 12 de setembre de 2006, quan Steve Jobs, director executiu de Apple Inc., anuncià aquest producte, la cinquena generació de iPods, la inclusió de pel·lícules a l'iTunes Store y el llançament de la versió set del programa iTunes. En aquest esdeveniment el producte se'l va anomenar iTV.
Durant la presentació de productes dins de la Macworld, el 9 de gener de 2007, Jobs anuncià el començament de la distribució comercial del producte, iniciant-se el seu enviament a partir del 21 de març de 2007. Una segona versió amb un disc dur de major capacitat (160GB), es va començar a comercialitzar a partir del 31 de maig de 2007.
El 15 de gener de 2008, durant la Macworld 2008, es va anunciar una actualització del software. Aquesta actualització gratuïta, incluia la interacció amb el lloc web Flickr y Mac o lloguer de pel·lícules a través de la iTunes Sotre.
El juliol de 2008, després de la sortida del iPhone 3G i de MobilMe, va sortir una actualització per adaptar l'Apple TV a aquest últim.
L'1 de setembre de 2010, es va presentar el nou i redissenyat Apple TV de 2ª generació, a un preu de 99 dòlars. Aquest model va substituir el disc dur amb 8 GB d'emmagatzematge intern. Tots els mitjans es transmetien en streaming, en lloc de sincronitzar-se. Era compatible amb la sortida de fins a 720p, mitjançant HDMI.
El 7 de març de 2012, Apple va anunciar l'Apple TV de 3ª generació en un esdeveniment especial d'Apple. Externament era idèntic al model de segona generació, però, portava un processador A5 d'un sol nucli i admetia la sortida de 1080p.
El 9 de setembre de 2015, Apple va anunciar l'Apple TV de 4ª generació en un dels seus esdeveniments. El model utilitza un nou sistema operatiu, tvOS, amb una botiga d'aplicacions, que permet descàrregues d'aplicacions de tercers per a vídeo, àudio, jocs i altres continguts. Al llançar-lo, les aplicacions de tercers estaven disponibles per a un nombre limitat de proveïdors, i les noves API proporcionaven oportunitats per a més aplicacions. Un requisit de les noves aplicacions i jocs era que haguessin d'incloure la interfase amb el nou comandament Siri habilitat per a un touchpad. La quarta generació inclou un processador Apple A8 de 64 bits i afegeix suport per a l'àudio Dolby Digital Plus. La quarta generació d'Apple TV va començar a enviar-se a l'octubre de 2015.
En un esdeveniment especial d'Apple el 12 de setembre de 2017, Apple va anunciar l'Apple TV de 5a generació, anomenat Apple TV 4K, que suporta la sortida a 2160p, HDR10, Dolby Vision i inclou un processador Apple A10X Fusion.